# Olympisch kwalificatietoernooi schaatsen Nederland
Het Olympisch kwalificatietoernooi schaatsen in Nederland – vaak OKT genoemd – is een selectiewedstrijd die de Nederlandse deelnemers voor de Olympische Winterspelen oplevert.
In 2006 gold het NK afstanden als de kwalificatie, maar in ander jaren zijn het aparte selectiewedstrijden en is het NK afstanden een selectie voor de wereldbekers die een eerste krachtmeting vormen in aanloop naar het OKT en de Olympische Winterspelen.

## Overzicht
| # | Datum                   | Plaats             | Wedstrijd                                               |
| - | ----------------------- | ------------------ | ------------------------------------------------------- |
| 1 | 20 t/m 23 december 2001 | Heerenveen, Thialf | Olympisch kwalificatietoernooi schaatsen Nederland 2002 |
| 2 | 27 t/m 30 december 2005 | Heerenveen, Thialf | Nederlandse kampioenschappen schaatsen afstanden 2006   |
| 3 | 27 t/m 30 december 2009 | Heerenveen, Thialf | Olympisch kwalificatietoernooi schaatsen Nederland 2010 |
| 4 | 26 t/m 30 december 2013 | Heerenveen, Thialf | Olympisch kwalificatietoernooi schaatsen Nederland 2014 |
| 5 | 26 t/m 30 december 2017 | Heerenveen, Thialf | Olympisch kwalificatietoernooi schaatsen Nederland 2018 |
| 6 | 26 t/m 30 december 2021 | Heerenveen, Thialf | Olympisch kwalificatietoernooi schaatsen Nederland 2022 |

Heerenveen 2002 ·
Heerenveen 2006 · 
Heerenveen 2010 · 
Heerenveen 2014 · 
Heerenveen 2018 · 
Heerenveen 2022